# Daniel Ruiz Bueno
Daniel Ruiz Bueno († 1997) fou un hel·lenista, teòleg, historiador, traductor i sacerdot claretià espanyol.

## Biografia
Fou company al seminari del filòsof i hel·lenista Juan David García Bacca, professor auxiliar de la Universitat de Salamanca i catedràtic de grec de l'Institut Lucía de Medrano de Salamanca l'any 1948, on coincidí amb el filòsof Gustavo Bueno, de qui es feu amic. Les seves discussions amb la congregació claretiana l'obligaren a secularitzar-se. Als anys 50 comprà un pis a Madrid i se n'hi anà a viure, entregat a les seves traduccions de l'alemany, grec i llatí, a les seves investigacions i als seus treballs d'erudició.
Va traduir obres gregues i alemanyes que li encarregaven, bé les editorials Herder, Guadarrama o la salmantina Sígueme, entre d'altres. L'editorial Hernando li encarregà una traducció de la Ilíada d'Homer, que dugué a terme amb prosa rítmica. Gustavo Bueno recorda que Daniel Ruiz predicava homilies a l'església de Caballero de Gracia de Madrid, per a l'hel·lenista Manuel Fernández Galiano era "una de les persones millor capacitades per versar els texts grecs a un castellà elegant i fluid". Per a l'hel·lenista Francisco Rodríguez Adrados, tanmateix, que el conegué a Salamanca el 1944, era un bon professor i "un frare autodidacta i una mica boig que conreava els pares apostòlics".